# Daniela Holzinger-Vogtenhuber

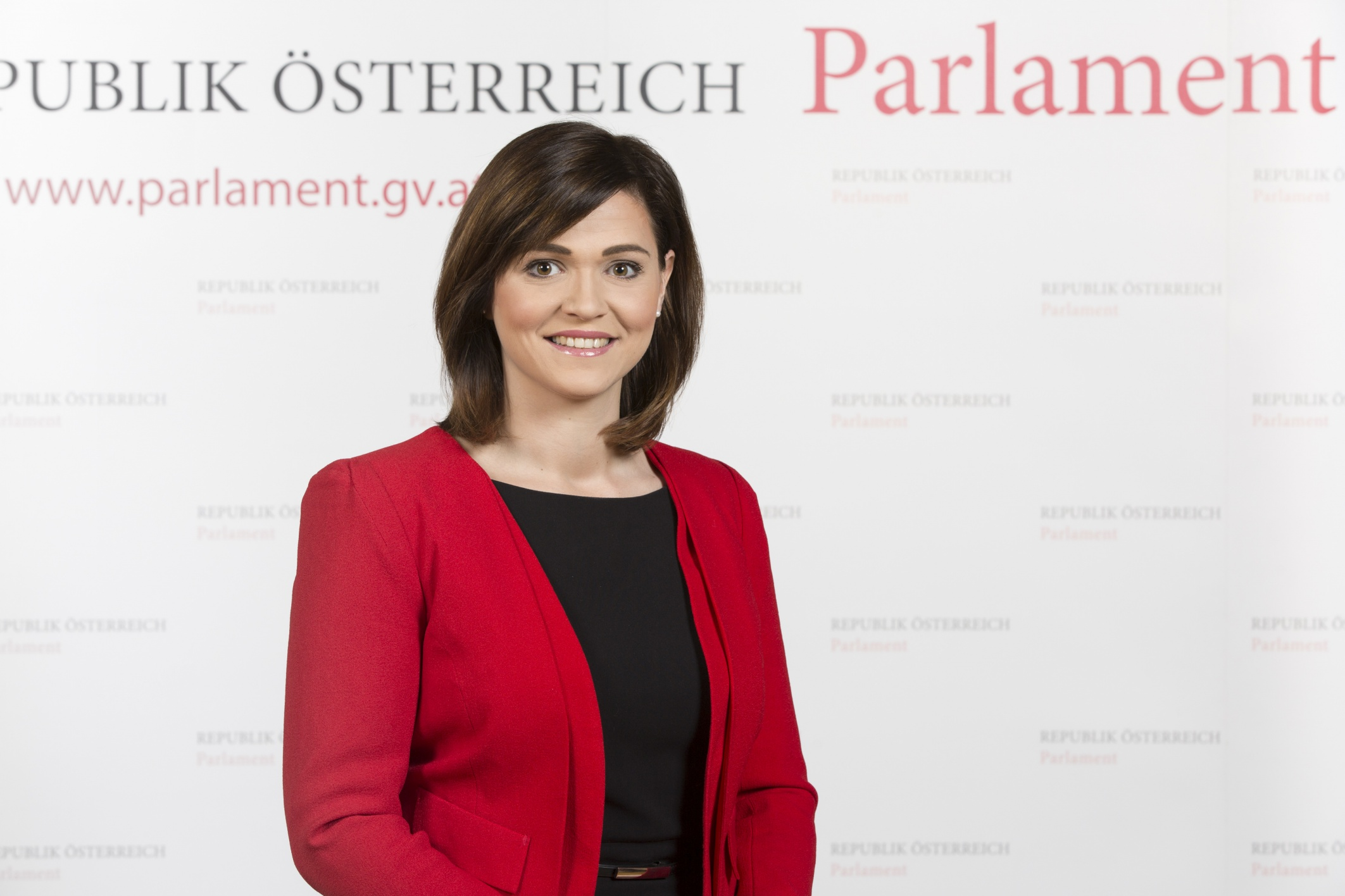
Daniela Holzinger-Vogtenhuber (2016)

Daniela Holzinger-Vogtenhuber (geb. Holzinger; * 21. Oktober 1987 in Vöcklabruck) ist eine österreichische Unternehmerin, Politikerin (Unabhängig, zuvor JETZT - Liste Pilz bzw. SPÖ) und Obfrau des unabhängigen Verbraucherschutzvereins VSV. Von Oktober 2013 bis Oktober 2019 war sie Abgeordnete zum österreichischen Nationalrat.

## Leben
Daniela Holzinger besuchte von 1994 bis 1998 die Volksschule in Gampern sowie von 1998 bis 2002 die Hauptschule in Timelkam. 2007 maturierte sie an der Handelsakademie in ihrer Geburtsstadt Vöcklabruck. Danach inskribierte sie an der Universität Salzburg, an der sie das Studium der Politikwissenschaften begann. 2011 erwarb sie den Bachelor.
Neben ihrem Studium war Holzinger von 2009 bis 2015 Vorstandsmitglied der Kinderfreunde in Gampern sowie von 2011 bis 2014 als Finanzreferentin der Volkshilfe im Bezirk Vöcklabruck tätig.
2011–2014 war Holzinger-Vogtenhuber u. a. im Auftrag des Renner-Institutes Oberösterreich als strategische Moderatorin und Politikberaterin tätig.
2012 wurde sie assistierende Geschäftsführerin des Sozialdemokratischen Wirtschaftsverbandes für Oberösterreich und übte die Tätigkeit bis zum Einzug in den Nationalrat im Oktober 2013 aus.

## Politik
2009 zog sie als sozialdemokratisches Mitglied in den Gemeinderat ihrer Heimatgemeinde Gampern ein. Als SPÖ-Ortsparteivorsitzende kandidierte sie 2015 erneut bei den Gemeinderatswahlen. Entgegen dem Landestrend der für die SPÖ überwiegend herbe Verluste brachte, konnte das Gamperner Ergebnis deutlich auf 30,13 % gesteigert werden (+10,37 %-Punkte/ +3 Mandate).
Im Oktober 2013 wurde Holzinger-Vogtenhuber als Nationalratsabgeordnete vereidigt. Am 17. Februar 2014 stimmt sie als einzige der SPÖ-Abgeordneten für einen von der Opposition geforderten Hypo-Untersuchungsausschuss. Eine Haltung die ihr an der Parteibasis große Sympathien einbrachte, sie jedoch auch zunehmend zur Zielscheibe innerparteilicher Angriffe werden ließ. Ende April 2017 gab sie bekannt, bei der Nationalratswahl nicht mehr für die SPÖ-Bezirksorganisation Vöcklabruck zu kandidieren.
Seit dem endgültigen Bruch mit der SPÖ im Jahr 2017 führt Holzinger-Vogtenhuber ihre kommunalpolitischen Aufgaben u. a. als Gemeinderätin und Mitglied des Prüfungs- sowie des Bildungsausschusses parteiunabhängig fort.
Holzinger-Vogtenhuber war Teil des fünfköpfigen SPÖ-Teams für den zweiten Eurofighter-Untersuchungsausschuss der am 29. März 2017 eingesetzt wurde.
Am 28. Juli 2017 wurde ihr Wechsel zur Liste Peter Pilz bekanntgegeben. Als Oberösterreichische Spitzenkandidatin der neuen Liste gelang es ihr, gemeinsam mit Ehemann und Wahlkampfmanager Markus P. Vogtenhuber, das Grundmandat im Bundesland zu erobern und erneut in den Nationalrat einzuziehen.(Quelle?)
Am 9. November 2017 wurde sie als parteilose Abgeordnete für die Liste Pilz angelobt.
Weiters war Holzinger-Vogtenhuber als Fraktionsführerin im 3. Eurofighter Untersuchungsausschuss tätig und hatte vorübergehend auch die Funktion der stellvertretenden Klubvorsitzenden des Parlamentsklubs der Liste Pilz inne.(Quelle?)
Drei von Holzinger-Vogtenhuber verfasste Gesetzesanträge zur Verbesserung der Lebensumstände von Menschen mit Beeinträchtigung fanden im Nationalrat eine Mehrheit und wurden somit angenommen. Bei 8 Gesetzen trat Holzinger-Vogtenhuber als Mitunterzeichnerin auf.
Die bekannteste und öffentlich am intensivsten diskutierte Initiative war dabei das Gesetz zum Rauchverbot in der Gastronomie, welches Holzinger-Vogtenhuber (JETZT - Liste Pilz) gemeinsam mit Gerald Loacker (NEOS) und Pamela Rendi-Wagner (SPÖ) verfasste.
Nach der Nationalratswahl 2019 schied sie aus dem Nationalrat aus.

### Aktivität im österreichischen Parlament
Mit 83 Reden, über 7 Stunden Gesamtredezeit im Plenum des Nationalrates, 95 Anfragen an die Regierung und 93 (Gesetzes-)Anträgen avancierte Holzinger-Vogtenhuber in ihrer Funktion als Sozialsprecherin zur aktivsten weiblichen Abgeordneten der XXVI. Gesetzgebungsperiode.
Im Gesamtranking der vergangenen Legislaturperiode belegt sie laut der Rechercheplattform „Addendum“ damit den 3. Platz unter allen 183 Abgeordneten.
Mit der „Roten Parlaments-Korrespondenz“ verfügte Holzinger-Vogtenhuber über eine Kolumne in der österreichischen Printzeitung Der Funke.

## Aktivistin und Unternehmerin
2020 gründete Holzinger-Vogtenhuber gemeinsam mit ihrem Ehemann die „erfolgsagentur.eu –  holzingerPLUSvogtenhuber OG“ als Full-Service-Agentur mit Spezialisierung auf Politik- und Kampagnenberatung.
Als Aktivistin landete Holzinger-Vogtenhuber im Jänner 2021 einen viralen Facebook-Hit. In einem Video, das zunächst so wirkt, als würde sich die ehemalige Gesundheitssprecherin einer Parlamentspartei gegen die Corona-Schutzimpfung aussprechen, ruft sie in Wahrheit zur Impfung auf, indem sie die Nebenwirkungen eines als harmlos anerkannten Medikamentes mit der Panikmache um mögliche Nebenwirkungen der potenziell lebensrettenden Impfung in Relation setzt. Getarnt als Trojanisches Pferd fand das tausendfach geteilte Video auch Eingang in Netzwerke von Corona-Leugnern bzw. Impfgegnern und leistete dort einen Beitrag zur Meinungsbildung und Aufklärung.
Von 2021 bis 2023 war Holzinger-Vogtenhuber Kolumnistin beim Onlinemedium exxpress.at. In ihren wöchentlich erschienenen Beiträgen diskutierte sie aktuelle Politik.

### Zivilgesellschaftliches Engagement
Als Gründungsmitglied und Vizepräsidentin des Soroptimist International Club Attersee engagiert sich Holzinger-Vogtenhuber für Frauenrechte, Bildung, Gleichberechtigung und Frieden. 
Anfang August 2022 übernahm Daniela Holzinger-Vogtenhuber die Co-Leitung des unabhängigen Verbraucherschutzvereins VSV, die sie bis zur Neuwahl des Vorstandes im April 2023 gemeinsam mit Vereinsgründer und Obmann Peter Kolba ausübte. Am 19. April 2023 wurde Holzinger-Vogtenhuber einstimmig zur neuen Obfrau des Vereins gewählt. Gründungsobmann Peter Kolba übernahm die Funktion des Chefjuristen und Obfrau-Stellvertreter.

### Volksbegehren
Gemeinsam mit Außenministerin a. D. Karin Kneissl, Schauspieler Harald Krassnitzer, dem Vizepräsidenten des Europäischen Parlaments Othmar Karas sowie weiteren prominenten Vertretern aus Politik und Gesellschaft tritt Holzinger-Vogtenhuber als Testimonial für das Antikorruptionsvolksbegehren auf.

## Privates
2015 heiratete sie ihren Pressesprecher und Wahlkampfmanager Markus P. Vogtenhuber. Am 10. Jänner 2020 kam das erste Kind des Paares zur Welt.